# Comme Des Garçons (Like the Boys)
"Comme Des Garçons (Like the Boys)" é uma música da cantora britânica Rina Sawayama. Foi lançado em 17 de janeiro de 2020 como o segundo single do álbum de estúdio de Rina, Sawayama, pela gravadora Dirty Hit. A música mistura gêneros como disco, dance, funk, house e pop "clubby". A música também recebeu um videoclipe.
No dia 21 de fevereiro, foi lançado um remix da música, com o cantor e drag queen brasileiro Pabllo Vittar.

## Antecedentes
Sobre o conteúdo lírico da faixa, Sawayama afirmou: "Quando eu estava escrevendo essa música, por um lado, eu queria explorar liricamente a ideia de que as pessoas tivessem que adotar tropos masculinos negativos para parecer confiantes, enquanto, por outro, prestava homenagem sonora a faixas de dança do início dos anos 2000 que me fizeram sentir confiante. A ideia de que a versão socialmente aceitável da confiança está em agir "like the boys", caso contrário, você é chamada de ''bitch'' - mas na pista, reivindicamos a palavra "cadela" como um sinal de confiança máxima ("yes bitch", ""work bitch"). Eu queria sentar esses dois juntos e fazer uma club fashion banger que faz você se sentir como a bitch que você é ".  A faixa foi originalmente inspirada por uma conversa sobre "a arrogância do candidato à presidência Beto O'Rourke ".

## Composição
"Comme Des Garçons (Like the Boys)" é uma música disco, dance, funk, house e eletro "pulsante" e "de alta costura", que apresenta produção de lo-fi e contém influências da eurodance, baixo "fat", sintetizadores "saltitantes", uma batida "chamativa" e um ritmo de 119 batidas por minuto . Liricamente, é uma "celebração fria da verdadeira confiança" e discute a expectativa social "de que maneira as pessoas, independentemente do sexo, costumam expressar confiança apenas de maneiras convencionalmente masculinas".
O remix produzido pelo DJ brasileiro Brabo, é "infecciosa" e apresenta uma batida "pronta para a pista" e sintetizadores "experimentais", além de uma ponte da Vittar. 

## Videoclipe da música
Em 26 de fevereiro de 2020, o videoclipe de "Comme Des Garçons" estreou no YouTube. Dirigido por Eddie Whelan, o vídeo é "inspirado nos anos 90" e mostra a cantora "vestida com roupas masculinas estereotipadas [...] sendo escaneadas e examinadas em um laboratório da era espacial, antes de se transformar em um look de alta costura e ser sustentada por literalmente multidões de homens a cercando em uma paisagem multicolorida ". Sawayama explicou a ideia por trás disso, afirmando: "Queríamos fazer um videoclipe com humor, movimento e é essencialmente um filme de moda que combinava os mundos visuais de Hype Williams, Hiroyuki Nakano e Boris Vallejo ". 

## Faixas e formatos
- Download digital[20]

1. "Comme Des Garçons (Like the Boys)" - 3:01

- Download digital - Brabo Remix[21]

1. "Comme Des Garçons (Like the Boys) [Brabo Remix]" (com Pabllo Vittar ) - 3:42
2. "Comme Des Garçons (Like the Boys)" - 3:01
3. "STFU!" - 3:23